# Pentolit
Pentolit je kompozitni visoki eksploziv koji se koristi u vojne i civilne svrhe, na primer, bojeve glave i buster punjenja. Napravljen je od pentaeritritol tetranitrata (PETN) flegmatizovanog trinitrotoluenom (TNT) rastopljeno livenjem. 
Kao i svi eksplozivi, rukovanje i skladištenje Pentolita zahteva veliku pažnju kako bi se osigurala sigurnost. Bez pravilnog rukovanja, može doći do nesreća s teškim posledicama.

## Sastav
Pentolit je eksplozivni materijal koji je najčešće kombinacija dva smeše eksploziva i to: (označena kao "Pentolit 50/50") je mešavina 50% PETN-a i 50% TNT-a.  (Za razliku od drugih složenih eksploziva, broj pre kose crte je maseni procenat TNT-a, a drugi broj je maseni procenat PETN-a). Ova mešavina 50:50 ima gustinu od 1,65 g/cm³ i brzinu detonacije od 7400 m/s.
Civilni pentolit ponekad sadrži niži procenat PETN-a, obično oko 2% („Pentolit 98/2”), 5% („Pentolit 95/5”) ili 10% („Pentolit 90/10”). Civilni pentoliti imaju brzinu detonacije od oko 7.800 metara u sekundi.
Pentolit se obično sastoji od oko 50-50 ili 60-40 procentnog odnosa PETN-a i TNT-a. PNN je visoka eksplozivna supstanca sa visokom brzinom detonacije, dok je TNT, iako manje eksplozivna, poboljšava fizičke karakteristike smeše, što ga čini stabilnijim i lakšim za rukovanje.
U zavisnosti od specifične formulacije, boja pentolita može varirati od svetlosti žute do tamno smeđe boje. Petolit je obično krut na sobnoj temperaturi, ali može se oblikovati pod toplotom i pritiskom.

## Upotreba Pentolita
PNN je jedan od najjačih eksploziva poznatih i koristi se u različite svrhe, uključujući vojne i industrijske aplikacije. TNT je takođe široko korišćena eksploziv, poznata po svojoj stabilnosti i bezbednosti za rukovanje.
Petolit je snažan eksploziv koji se često koristi u vojne svrhe, uključujući upotrebu u različitim vrstama mina, granatama i drugim vrstama oružja. Takođe se koristi u nekim vrstama industrijskih eksploziva, gde je potrebno detonacija velike brzine.

## Spoljašnje veze
- Additional information in re Pentolite boosters